# Bozzio Levin Stevens
Bozzio Levin Stevens – amerykańska supergrupa muzyczna wykonująca instrumentalny rock i metal progresywny. Zespół powstał z inicjatywy wirtuoza instrumentów perkusyjnych Terry'ego Bozzio, który do współpracy zaprosił basistę Tony'ego Levina znanego z występów w brytyjskiej grupie King Crimson oraz gitarzystę Steve'a Stevensa znanego ze współpracy z wokalistą Billym Idolem.
15 lipca 1997 roku nakładem wytwórni muzycznej Magna Carta ukazał się pierwszy album tria zatytułowany Black Light Syndrome. Wydawnictwo zostało zarejestrowane w przeciągu trzech dni stycznia (27-30) tego samego roku w Clear Lake Studios. Muzyka na album powstała w wyniku improwizacji i nie była uprzednio komponowana na potrzeby zespołu. 25 lipca 2000 roku ponownie nakładem Magna Carta ukazał się drugi album Bozzio Levin Stevens pt. Situation Dangerous zrealizowany w Stagg Street Studios oraz wyprodukowany przez Ronana Chrisa Murphy'ego oraz sam zespół. Sam proces komponowania natomiast odbył się w Uncle Studios w Los Angeles. Na wydawnictwie gościnnie na gitarze akustycznej w utworze pt. "Tragic" zagrał Marcus Nand.

## Dyskografia
- Black Light Syndrome (15 lipca 1997, Magna Carta)
- Situation Dangerous (25 lipca 2000, Magna Carta)